# Адлер, Стивен
Сти́вен А́длер (англ. Steven Adler; род. 22 января 1965, Кливленд, Огайо) — американский барабанщик. Наиболее известен как первый барабанщик группы Guns N’ Roses, с которой он выступал и записывался с 1985 по 1990 год. В настоящее время Адлер является барабанщиком в своей собственной группе — Adler’s Appetite. Ранее выступал в группах Road Crew (со Слэшем и Даффом Маккаганом), Hollywood Rose, London и BulletBoys.
Какое-то время Стивен надеялся на воссоединение группы, считая, что они в долгу перед поклонниками и между ним и Экслом Роузом «ещё сохранилось немного любви». Но после того, как Роуз манкировал инаугурацию группы в Зале славы рок-н-ролла в Кливленде, Стивен заявил, что оставил надежды и занялся своими делами.
6 июня 2016 года Стивен сыграл в Cincinnati Paul Brown Stadium в рамках тура, посвященному реюниону группы Guns N’ Roses.